# Джива Госвами
Джи́ва Госва́ми (IAST: Jīva Gosvāmī; 1511—1596) — один из наиболее выдающихся Вайшнавских богословов и философов. Джива Госвами был одним из вриндаванских госвами, племянником ведущих деятелей этой группы — Рупы Госвами и Санатаны Госвами. Он был плодотворным писателем и автором большого числа философских трудов по гаудия-вайшнавскому богословию и практике бхакти-йоги.
Гаудия-вайшнавы считают Дживу Госвами воплощением Виласа-манджари, гопи-служанки Радхи и Кришны в духовном мире.

## Биография

### Семья, рождение и ранние годы
Очень мало известно о детских годах Дживы Госвами. Он родился в деревне Рамакели, что в современном округе Малда, Западная Бенгалия. Его отцом был Валлабха Маллика (более известный под именем Анупама) — младший брат Рупы и Санатаны Госвами; имя его матери неизвестно. С самого раннего детства Джива проявил наклонность к поклонению Кришне и необычайный интеллект, завершив изучение санскритской грамматики и поэзии за короткий период времени.
Когда Дживе было три или четыре года отроду, Рупа и Санатана ушли в отставку со своих министерских постов при дворе Алауддин Хуссейн Шаха (правил в период с 1493 по 1519 годы). К этому шагу их подвигла встреча с Чайтаньей Махапрабху (1486—1534), к которому они решили присоединиться как странствующие нищие. Отец Дживы, Анупама, встретился с Чайтаньей в то же самое время и последовал по стопам своих старших братьев, отправившись вместе с Рупой во Вриндавану.

### Джива покидает дом
Узнав о том, что его отец и дядья приняли решение посвятить свою жизнь служению Чайтанье Махапрабху и его миссии, молодой Джива также решил присоединиться к ним. Согласно биографической работе «Бхакти-ратнакара» авторства Нарахари Чакраварти, Чайтанья явился Дживе во сне и призвал его оставить дом и присоединится к Рупе и Санатане во Вриндаване. Из биографий Дживы не ясно, встречался ли он когда-либо с Чайтаньей.
Джива прибыл в Навадвипу в Западной Бенгалии, где встретился с одним из ближайших спутников Чайтаньи — Нитьянандой. Нитьянанда провёл Дживу по всем святым местам Навадвипы. Это положило начало гаудия-вайшнавской традиции Навадвипа-парикрамы (ежегодного паломничества по девяти островам Навадвипы). После парикрамы, Нитьянанда дал свои благословения молодому Дживе отправиться во Вриндавану.

### Последний период жизни во Вриндаване и смерть
Сначала Джива отправился в Варанаси, где провёл какое-то время обучаясь у Мадхусуданы Видьявачаспати, ученика знаменитого в то время логика и ведантиста Сарвабхаумы Бхаттачарьи. Под руководством Видьявачаспати, Джива изучил все шесть систем индуистской философии.
В 1535 году Джива прибыл во Вриндавану, где присоединился к Рупе и Санатане. Приблизительно в это время умер отец Дживы Анупама. Во Вриндаване Джива принял духовное посвящение от Рупы Госвами, который обучил его принципам преданного служения Кришне. Джива помог в составлении литературных трудов Рупы и Санатаны, а также в их работе по проповеди гаудия-вайшнавизма и раскопках забытых святых мест Вриндаваны.
После смерти Рупы и Санатаны, Джива Госвами стал наивысшим авторитетом в гаудия-вайшнавской сампрадае. В 1542 году он основал один из наиболее важных храмов Вриндаваны, храм Радхи-Дамодары, установив в нём божества Радхи и Кришны, которые изваял лично Рупа Госвами.
В 1558 году, Джива дал наставление своим ученикам, Нароттаме, Шриниваса и Шьямананде отправиться в Бенгалию и проповедовать там гаудия-вайшнавскую философию, взяв с собой оригиналы манускриптов Рупы и Санатаны.
Слава об эрудиции и духовности Дживы Госвами дошла до императора Акбара Великого, который превратился в его почитателя и желая как-то помочь ему, снабжал Дживу бумагой для написания книг.
Джива Госвами умер в 1596 году. Его самадхи расположен на территории храма Радхи-Дамодары во Вриндаване.

## Вклад в гаудия-вайшнавское богословие
В комментариях «Сарва-самвадини» к «Шат-сандарбхам» Джива Госвами впервые изложил философию ачинтья-бхеда-абхеда Чайтаньи Махапрабху. По своей сути, философия ачинтья-бхеда-абхеды или «непостижимого единства и различия» избегает крайности монистической адвайты Шанкары и чистого дуализма Мадхвы (двайты) рассматривая материальные и духовные энергии Личности Бога как одновременно тождественные с Ним и отличные от Него.

### Литературные труды
Существует около 25 литературных трудов, автором которых считается Джива Госвами:
1. «Хари-намамрита-вьякарана» — в этой работе по грамматике санскрита Джива Госвами объясняет каждое слово, слог или грамматическое правило в связи с Кришной его лилами.
2. «Сутра-малика» — труд по грамматике санскрита, объясняющий происхождение санскритских слов.
3. «Дхату-санграха» — объясняет глагольные корни санскритских слов.
4. «Радха-Кришна-арчана-чандрика»
5. «Расамрита-шеша» — посвящена теме словообразования на санскрите. Данная работа Дживы базируется на «Сахитья-дарпане» Вишванатхи Кавираджа. Джива Госвами также приводит много своих собственных примеров и трактовок других Госвами Вриндавана.
6. «Мадхава-махотсава» — в этом труде Джива Госвами описывает церемонию коронации Радхи на пост царицы Вриндавана.
7. «Санкалпа-калпадрума» — Джива Госвами в форме молитвы объясняет восемь ежедневных лил Радхи и Кришны (ашта-калия-лила).
8. «Гопала-вирудавали» — небольшая поэма из 38 стихов, воспевающая славу Гопала (Кришны).
9. «Бхавартха-сучака-чампу»
10. Комментарий на «Гопала-тапани-упанишаду» — «Гопала-тапани-упанишада» — это одна из Упанишад канона Муктика, которая имеет особое значение для кришнаитов, так как Кришна объявляется в ней Верховной Личностью Бога. Комментарий Дживы к этому тексту называется «Сукха-бодхини».
11. Комментарий на «Брахма-самхиту» — «Брахма-самхита» была найдена Чайтаньей Махапрабху в храме Ади-Кешава в Керале, во время паломничества по Южной Индии. Комментарий Дживы на этот текст называется «Диг-даршини».
12. Комментарий на «Бхакти-расамрита-синдху» — комментарий Дживы Госвами «Дургама-сангамани» на «Бхакти-расамрита-синдху» Рупы Госвами.
13. Комментарий на «Уджвала-ниламани» — этот комментарий Дживы на «Уджвалу-ниламани» Рупы Госвами называется «Лочана-рочани».
14. Комментарий на «Йогасара-ставаку»
15. «Агни-пуранастха-гаятри-бхашья» — эта работа представляет собой комментарий на Брахма-гаятри мантру из «Агни-пураны», главы 216—217.
16. «Падма-пуранокта-кришна-пада-падма-чихна» — этот текст Дживы описывает отличительные знаки на стопах Кришны, согласно тому, как они описаны в «Падма-пуране».
17. Шри Радхика-кара-пада-стхита-чихна — в этом небольшом по объёму труде Джива Госвами описывает отличительные знаки на руках и стопах Радхи.
18. «Лагху-вайшнава-тошани» — комментарий Дживы Госвами на «Шримад-Бхагаватам».
19. «Гопала-чампу» — поэма в двух частях. Первая часть, Пурва-чампу, состоит из 33 глав и посвящена жизни Кришны во Вриндаване. Вторая часть, Уттара-чампу, состоит из 37 глав и описывает лилы Кришны после того как он оставил Вриндаван, а также чувства разлуки, которые обитатели Вриндавана испытывают в его отсутствие.
20. «Шат-сандарбхи» («Шесть сборников») — фундаментальный труд на санскрите, в котором в систематическом виде представлено богословие гаудия-вайшнавизма.